# Otterbach
Otterbach település Németországban, Rajna-vidék-Pfalz tartományban. Lakosainak száma 4060 fő (2023. december 31.).

## Népesség
A település népességének változása:
| Lakosok száma | 3466 | 3917 | 4024 | 4083 | 4072 | 4041 | 4060 |
|               | 1975 | 2014 | 2017 | 2019 | 2021 | 2022 | 2023 |